# Anelosimus misiones
Anelosimus misiones är en spindelart som beskrevs av Ingi Agnarsson 2005. Anelosimus misiones ingår i släktet Anelosimus och familjen klotspindlar. Inga underarter finns listade i Catalogue of Life.